# Narodzenie Najświętszej Maryi Panny (obraz Bartolomé Estebana Murilla)
Narodzenie Najświętszej Maryi Panny (hiszp. El Nacimiento de la Virgen) – powstały w 2. poł. XVII w. obraz autorstwa hiszpańskiego malarza barokowego Bartolomé Estebana Murilla.
Obraz powstał dla kaplicy Niepokalanego Poczęcia sewillskiej katedry. Dzieło znajduje się w paryskiej kolekcji Luwru.

## Opis
Artysta przedstawił znaną z apokryfów nowotestamentalnych scenę Narodzin Matki Bożej.